# Norvège aux Jeux olympiques d'été de 1964
La Norvège participe aux Jeux olympiques d'été de 1964 à Tokyo. Les 26 athlètes norvégiens présents, 24 hommes et 2 femmes, n'ont pas obtenu de médaille.